# Campeonato Europeo de Natación de 2024
El XXXVII Campeonato Europeo de Natación se celebró en Belgrado (Serbia) entre el 10 y el 23 de junio de 2024 bajo la organización de European Aquatics y la Federación Serbia de Natación.
Originalmente, el campeonato iba a disputarse en Kazán (Rusia), pero debido a la invasión rusa de Ucrania esa sede fue cancelada.
Se realizaron competiciones de natación, natación artística, saltos y natación en aguas abiertas. Las sedes por especialidad fueron:
- Centro Deportivo Milan Gale Muškatirović: natación y natación artística
- Instituto Serbio de Deporte y Medicina Deportiva: saltos
- Ada Ciganlija: natación en aguas abiertas.

## Calendario
| ● | Ceremonia de apertura | 1 | Finales | ● | Ceremonia de clausura |

| Junio de 2024              | 10 lun | 11 mar | 12 mié | 13 jue | 14 vie | 15 sáb | 16 dom | 17 lun | 18 mar | 18 mié | 20 jue | 21 vie | 22 sáb | 23 dom | Finales por deporte |
| -------------------------- | ------ | ------ | ------ | ------ | ------ | ------ | ------ | ------ | ------ | ------ | ------ | ------ | ------ | ------ | ------------------- |
| Ceremonias                 | ●      |        |        |        |        |        |        |        |        |        |        |        |        | ●      |                     |
| Saltos                     |        |        |        |        |        |        |        | 1      | 2      | 2      | 2      | 2      | 2      | 2      | 13                  |
| Natación en aguas abiertas |        |        | 2      | 2      | 2      | 1      |        |        |        |        |        |        |        |        | 7                   |
| Natación                   |        |        |        |        |        |        |        | 3      | 6      | 7      | 5      | 6      | 7      | 9      | 43                  |
| Natación artística         | 1      | 2      | 2      | 3      | 3      |        |        |        |        |        |        |        |        |        | 11                  |
| Finales por día            | 1      | 2      | 4      | 5      | 5      | 1      | –      | 4      | 8      | 9      | 7      | 8      | 9      | 11     | 74                  |

## Resultados de natación

### Masculino
| Evento                    | Oro                                                                                       | Plata                                                                                    | Bronce                                                                                               |
| ------------------------- | ----------------------------------------------------------------------------------------- | ---------------------------------------------------------------------------------------- | --- |
| 50 m libre (23.06)        | Kristian Golomeev · Grecia · 21,72                                                        | Steryos Marios Bilas · Grecia · 21,73                                                    | Vladyslav Bujov · Ucrania · 21,85                                                                    |
| 100 m libre (19.06)       | David Popovici · Rumania · 46,88                                                          | Nándor Németh · Hungría · 47,49                                                          | Andrej Barna Serbia 47,66                                                                            |
| 200 m libre (21.06)       | David Popovici · Rumania · 1:43,13                                                        | Danas Rapšys · Lituania · 1:45,65                                                        | Antonio Djakovic · Suiza · 1:46,32                                                                   |
| 400 m libre (23.06)       | Felix Auböck · Austria · 3:43,24                                                          | Dimitrios Markos · Grecia · 3:47,44                                                      | Antonio Djakovic · Suiza · 3:47,62                                                                   |
| 800 m libre (19.06)       | Myjailo Romanchuk · Ucrania · 7:46,20                                                     | Dimitrios Markos · Grecia · 7:48,59                                                      | Zalán Sárkány · Hungría · 7:49,29                                                                    |
| 1500 m libre (23.06)      | Kuzey Tunçelli Turquía 14:55,64                                                           | Myjailo Romanchuk · Ucrania · 15:00,99                                                   | Zalán Sárkány · Hungría · 15:06,67                                                                   |
| 50 m espalda (21.06)      | Apóstolos Jristu · Grecia · 24,39                                                         | Ksawery Masiuk · Polonia · 24,63                                                         | Eványelos Makriyannis · Grecia · 24,74                                                               |
| 100 m espalda (23.06)     | Apóstolos Jristu · Grecia · 52,23                                                         | Eványelos Makriyannis · Grecia · 52,83                                                   | Ksawery Masiuk · Polonia · 53,56                                                                     |
| 200 m espalda (19.06)     | Olexandr Zheltiakov · Ucrania · 1:55,39                                                   | Apóstolos Siskos · Grecia · 1:55,42                                                      | Roman Mityukov · Suiza · 1:55,75                                                                     |
| 50 m braza (22.06)        | Emre Sakçı Turquía 26,92                                                                  | Noel de Geus · Alemania · 26,93                                                          | Kristian Pitshuguin Israel 27,02                                                                     |
| 100 m braza (18.06)       | Melvin Imoudu · Alemania · 58,84                                                          | Berkay Öğretir Turquía 59,23                                                             | Andrius Šidlauskas · Lituania · 59,27                                                                |
| 200 m braza (20.06)       | Liubomir Epitropov · Bulgaria · Erik Persson · Suecia · 2:09,45                           | —                                                                                        | Jan Kałusowski · Polonia · 2:10,20                                                                   |
| 50 m mariposa (18.06)     | Steryos Marios Bilas · Grecia · 23,15                                                     | Simon Bucher · Austria · 23,19                                                           | Daniel Gracík · República Checa · 23,26                                                              |
| 100 m mariposa (20.06)    | Kristóf Milák · Hungría · 50,82                                                           | Hubert Kós · Hungría · 50,96                                                             | Jakub Majerski · Polonia · 50,98                                                                     |
| 200 m mariposa (22.06)    | Kristóf Milák · Hungría · 1:54,43                                                         | Krzysztof Chmielewski · Polonia · 1:54,78                                                | Michał Chmielewski · Polonia · 1:55,51                                                               |
| 200 m estilos (23.06)     | Hubert Kós · Hungría · 1:57,21                                                            | Ron Polonsky Israel 1:57,36                                                              | Berke Saka Turquía 1:58,62                                                                           |
| 400 m estilos (17.06)     | Apóstolos Papastamos · Grecia · 4:10,83                                                   | Balázs Holló · Hungría · 4:11,51                                                         | Gábor Zombori · Hungría · 4:11,70                                                                    |
| 4 × 100 m libre (20.06)   | Serbia Velimir Stjepanović Nikola Aćin Justin Cvetkov Andrej Barna 3:12,90                | Polonia · Mateusz Chowaniec · Dominik Dudys · Ksawery Masiuk · Kamil Sieradzki · 3:13,25 | Grecia · Apóstolos Jristu · Steryos Marios Bilas · Kristian Golomeev · Andreas Vazaíos · 3:13,73     |
| 4 × 200 m libre (17.06)   | Lituania · Tomas Navikonis · Tomas Lukminas · Kristupas Trepočka · Danas Rapšys · 7:08,04 | Hungría · Nándor Németh · Balázs Holló · Richárd Márton · Hubert Kós · 7:09,59           | Grecia · Dimitrios Markos · Konstantinos Englezakis · Konstantinos Stamu · Andreas Vazaíos · 7:06,73 |
| 4 × 100 m estilos (23.06) | Austria · Bernhard Reitshammer · Valentin Bayer · Simon Bucher · Heiko Gigler · 3:33,41   | Polonia · Ksawery Masiuk · Jan Kałusowski · Jakub Majerski · Kamil Sieradzki · 3:33,44   | Ucrania · Olexandr Zheltiakov · Volodymyr Lisovets · Arseni Kovalov · Ilia Linnyk · 3:33,50          |

### Femenino
| Evento                    | Oro                                                                                            | Plata                                                                             | Bronce                                                                                           |
| ------------------------- | ---------------------------------------------------------------------------------------------- | --------------------------------------------------------------------------------- | ------------------------------------------------------------------------------------------------ |
| 50 m libre (22.06)        | Petra Senánszky · Hungría · 24,56                                                              | Theodora Draku · Grecia · 24,59                                                   | Julie Kepp Jensen Dinamarca 24,79                                                                |
| 100 m libre (18.06)       | Barbora Seemanová · República Checa · 53,50                                                    | Barbora Janíčková · República Checa · 54,17                                       | Nikolett Pádár · Hungría · 54,22                                                                 |
| 200 m libre (20.06)       | Barbora Seemanová · República Checa · 1:55,37                                                  | Lilla Ábrahám · Hungría · 1:57,22                                                 | Nicole Maier · Alemania · 1:57,36                                                                |
| 400 m libre (23.06)       | Ajna Késely · Hungría · 4:06,56                                                                | Barbora Seemanová · República Checa · 4:06,72                                     | Francisca Martins Portugal 4:10,94                                                               |
| 800 m libre (18.06)       | Ajna Késely · Hungría · 8:29,96                                                                | Fleur Lewis Reino Unido 8:33,54                                                   | Deniz Ertan Turquía 8:34,31                                                                      |
| 1500 m libre (21.06)      | Vivien Jackl · Hungría · 16:06,37                                                              | Celine Rieder · Alemania · 16:15,98                                               | Fleur Lewis Reino Unido 16:17,53                                                                 |
| 50 m espalda (20.06)      | Danielle Hill Irlanda 27,73                                                                    | Theodora Draku · Grecia · 27,87                                                   | Adela Piskorska · Polonia · 28,00                                                                |
| 100 m espalda (22.06)     | Adela Piskorska · Polonia · 59,79                                                              | Danielle Hill Irlanda 1:00,19                                                     | Roos Vanotterdijk · Bélgica · 1:00,58                                                            |
| 200 m espalda (18.06)     | Camila Rebelo Portugal 2:08,95                                                                 | Dóra Molnár · Hungría · 2:09,02                                                   | Eszter Szabó-Feltóthy · Hungría · 2:09,21                                                        |
| 50 m braza (23.06)        | Dominika Sztandera · Polonia · 30,55                                                           | Veera Kivirinta · Finlandia · 30,65                                               | Olivia Klint Ipsa · Suecia · 30,90                                                               |
| 100 m braza (19.06)       | Eneli Jefimova Estonia 1:06,41                                                                 | Lisa Mamié · Suiza · 1:07,15                                                      | Olivia Klint Ipsa · Suecia · 1:07,73                                                             |
| 200 m braza (21.06)       | Kristýna Horská · República Checa · 2:23,60                                                    | Clara Rybak-Andersen Dinamarca 2:25,20                                            | Lisa Mamié · Suiza · 2:26,10                                                                     |
| 50 m mariposa (19.06)     | Sara Junevik · Suecia · 25,68                                                                  | Roos Vanotterdijk · Bélgica · 26,08                                               | Anna Dundunaki · Grecia · 26,18                                                                  |
| 100 m mariposa (21.06)    | Roos Vanotterdijk · Bélgica · 57,47                                                            | Yeoryía Damasioti · Grecia · 57,74                                                | Sara Junevik · Suecia · 58,06                                                                    |
| 200 m mariposa (23.06)    | Helena Bach Dinamarca 2:07,88                                                                  | Lana Pudar Bosnia y Herzegovina 2:08,15                                           | Boglárka Kapás · Hungría · 2:08,22                                                               |
| 200 m estilos (22.06)     | Anastasia Gorbenko Israel 2:09,75                                                              | Lea Polonsky Israel 2:11,18                                                       | Barbora Seemanová · República Checa · 2:11,48                                                    |
| 400 m estilos (19.06)     | Anastasia Gorbenko Israel 4:36,05                                                              | Vivien Jackl · Hungría · 4:38,96                                                  | Zsuzsanna Jakabos · Hungría · 4:40,24                                                            |
| 4 × 100 m libre (19.06)   | Hungría · Petra Senánszky · Lilla Ábrahám · Panna Ugrai · Nikolett Pádár · 3:36,77             | Dinamarca Elisabeth Ebbesen Signe Bro Julie Kepp Jensen Schastine Tabor 3:38,48   | Polonia · Kornelia Fiedkiewicz · Zuzanna Famulok · Wiktoria Guść · Aleksandra Polańska · 3:41,01 |
| 4 × 200 m libre (17.06)   | Israel Anastasia Gorbenko Daria Golovaty Ayla Spitz Lea Polonsky 7:51,83                       | Hungría · Lilla Ábrahám · Ajna Késely · Dóra Molnár · Nikolett Pádár · 7:52,92    | Turquía Gizem Güvenç Ela Naz Özdemir Ecem Dönmez Zehra Bilgin 8:01,58                            |
| 4 × 100 m estilos (23.06) | Polonia · Adela Piskorska · Dominika Sztandera · Paulina Peda · Kornelia Fiedkiewicz · 3:58,71 | Hungría · Lora Komoróczy · Eszter Békési · Panna Ugrai · Nikolett Pádár · 4:01,50 | Dinamarca Schastine Tabor Clara Rybak-Andersen Helena Bach Julie Kepp Jensen 4:02,03             |

### Mixto
| Evento                    | Oro                                                                                | Plata                                                                                            | Bronce                                                                                |
| ------------------------- | ---------------------------------------------------------------------------------- | ------------------------------------------------------------------------------------------------ | ------------------------------------------------------------------------------------- |
| 4 × 100 m libre (21.06)   | Hungría · Hubert Kós · Szebasztián Szabó · Panna Ugrai · Nikolett Pádár · 3:25,69  | Polonia · Mateusz Chowaniec · Kamil Sieradzki · Zuzanna Famulok · Kornelia Fiedkiewicz · 3:26,53 | Alemania · Martin Wrede · Peter Varjasi · Nicole Maier · Nina Jazy · 3:27,01          |
| 4 × 200 m libre (22.06)   | Hungría · Richárd Márton · Balázs Holló · Lilla Ábrahám · Nikolett Pádár · 7:30,11 | Polonia · Bartosz Piszczorowicz · Kamil Sieradzki · Wiktoria Guść · Zuzanna Famulok · 7:35,08    | Alemania · Danny Schmidt · Philipp Peschke · Nicole Maier · Leonie Kullmann · 7:35,56 |
| 4 × 100 m estilos (18.06) | Israel Anastasia Gorbenko Ron Polonsky Gal Cohen Groumi Andrea Murez 3:45,74       | Alemania · Maya Werner · Melvin Imoudu · Luca Armbruster · Nina Jazy · 3:48,12                   | Hungría · Hubert Kós · Eszter Békési · Richárd Márton · Petra Senánszky · 3:48,79     |

### Medallero
| Núm. | País                 | Oro | Plata | Bronce | Total |
| ---- | -------------------- | --- | ----- | ------ | ----- |
| 1    | Hungría              | 10  | 9     | 8      | 27    |
| 2    | Grecia               | 5   | 8     | 4      | 17    |
| 3    | Israel               | 4   | 2     | 1      | 7     |
| 4    | Polonia              | 3   | 6     | 6      | 15    |
| 5    | República Checa      | 3   | 2     | 2      | 7     |
| 6    | Turquía              | 2   | 1     | 3      | 6     |
| 7    | Ucrania              | 2   | 1     | 2      | 5     |
| 8    | Austria              | 2   | 1     | 0      | 3     |
| 9    | Suecia               | 2   | 0     | 3      | 5     |
| 10   | Rumania              | 2   | 0     | 0      | 2     |
| 11   | Alemania             | 1   | 3     | 3      | 7     |
| 12   | Dinamarca            | 1   | 2     | 2      | 5     |
| 13   | Bélgica              | 1   | 1     | 1      | 3     |
| 13   | Lituania             | 1   | 1     | 1      | 3     |
| 15   | Irlanda              | 1   | 1     | 0      | 2     |
| 16   | Portugal             | 1   | 0     | 1      | 2     |
| 16   | Serbia               | 1   | 0     | 1      | 2     |
| 18   | Bulgaria             | 1   | 0     | 0      | 1     |
| 18   | Estonia              | 1   | 0     | 0      | 1     |
| 20   | Suiza                | 0   | 1     | 4      | 5     |
| 21   | Reino Unido          | 0   | 1     | 1      | 2     |
| 22   | Bosnia y Herzegovina | 0   | 1     | 0      | 1     |
| 22   | Finlandia            | 0   | 1     | 0      | 1     |
|      | TOTAL                | 44  | 42    | 43     | 129   |

## Resultados de saltos

### Masculino
| Evento                          | Oro                                            | Plata                                                                | Bronce                                               |
| ------------------------------- | ---------------------------------------------- | -------------------------------------------------------------------- | ---------------------------------------------------- |
| Trampolín 1 m (20.06)           | Andrzej Rzeszutek · Polonia · 394,40 pts.      | Matteo Santoro · Italia · 391,70 pts.                                | Stefano Belotti · Italia · 370,50 pts.               |
| Trampolín 3 m (22.06)           | Gwendal Bisch Francia 440,75                   | Matteo Santoro · Italia · 431,55                                     | Matthew Dixon Reino Unido 431,15                     |
| Plataforma 10 m (23.06)         | Robbie Lee Reino Unido 489,45                  | Carlos Camacho del Hoyo · España · 432,70                            | Benjamin Cutmore Reino Unido 429,90                  |
| Trampolín 3 m sincro. (23.06)   | Jules Bouyer Alexis Jandard Francia 404,52     | Juan Pablo Cortés Zapata · Nicolás García Boissier · España · 379,08 | Kacper Lesiak · Andrzej Rzeszutek · Polonia · 375,24 |
| Plataforma 10 m sincro. (21.06) | Anton Knoll · Dariush Lotfi · Austria · 367,05 | Francesco Casalini · Julian Verzotto · Italia · 356,88               | Benjamin Cutmore Euan McCabe Reino Unido 350,70      |

### Femenino
| Evento                          | Oro                                                    | Plata                                                        | Bronce                                      |
| ------------------------------- | ------------------------------------------------------ | ------------------------------------------------------------ | ------------------------------------------- |
| Trampolín 1 m (18.06)           | Elna Widerström · Suecia · 250,25 pts.                 | Aleksandra Błażowska · Polonia · 231,35 pts.                 | Emilia Nilsson Garip · Suecia · 230,15 pts. |
| Trampolín 3 m (21.06)           | Desharne Bent-Ashmeil Reino Unido 305,15               | Helle Tuxen · Noruega · 243,20                               | Clare Cryan Irlanda 240,55                  |
| Plataforma 10 m (19.06)         | Ana Carvajal San Miguel · España · 287,90              | Sofiya Lyskun · Ucrania · Emily Hallifax · Francia · 278,10  | —                                           |
| Trampolín 3 m sincro. (20.06)   | Desharne Bent-Ashmeil Amy Rollinson Reino Unido 269,10 | Nina Janmyr · Elna Widerström · Suecia · 258,75              | Naïs Gillet Juliette Landi Francia 243,33   |
| Plataforma 10 m sincro. (22.06) | Xeniya Bailo · Sofiya Lyskun · Ucrania · 288,78        | Valeria Antolino · Ana Carvajal San Miguel · España · 260,67 | Jade Gillet Emily Hallifax Francia 240,60   |

### Mixto
| Evento                          | Oro                                                                                          | Plata                                                                                         | Bronce                                                                                        |
| ------------------------------- | -------------------------------------------------------------------------------------------- | --------------------------------------------------------------------------------------------- | --------------------------------------------------------------------------------------------- |
| Trampolín 3 m sincro. (19.06)   | Benjamin Cutmore Desharne Bent-Ashmeil Reino Unido 268,50 pts.                               | Elias Petersen · Emilia Nilsson Garip · Suecia · 261,42 pts.                                  | Lou Massenberg · Jana Lisa Rother · Alemania · 260,85 pts.                                    |
| Plataforma 10 m sincro. (18.06) | Carlos Camacho del Hoyo · Valeria Antolino · España · 274,50                                 | Tom Waldsteiner · Carolina Coordes · Alemania · 266,34                                        | Marko Barsukov · Xeniya Bailo · Ucrania · 256,02                                              |
| Equipo (17.06)                  | Carlos Camacho del Hoyo · Juan Pablo Cortés Zapata · Valeria Antolino · 0— · España · 367,65 | Danylo Avanesov · Stanislav Oliferchyk · Karina Hlyzhina · Hanna Pysmenska · Ucrania · 357,00 | Lou Massenberg · Luis Ávila Sánchez · Carolina Coordes · Jana Lisa Rother · Alemania · 352,30 |

### Medallero
| Núm. | País        | Oro | Plata | Bronce | Total |
| ---- | ----------- | --- | ----- | ------ | ----- |
| 1    | Reino Unido | 4   | 0     | 3      | 7     |
| 2    | España      | 3   | 3     | 0      | 6     |
| 3    | Francia     | 2   | 1     | 2      | 5     |
| 4    | Suecia      | 1   | 2     | 1      | 4     |
| 4    | Ucrania     | 1   | 2     | 1      | 4     |
| 6    | Polonia     | 1   | 1     | 1      | 3     |
| 7    | Austria     | 1   | 0     | 0      | 1     |
| 8    | Italia      | 0   | 3     | 1      | 4     |
| 9    | Alemania    | 0   | 1     | 2      | 3     |
| 10   | Noruega     | 0   | 1     | 0      | 1     |
| 11   | Irlanda     | 0   | 0     | 1      | 1     |
|      | TOTAL       | 13  | 14    | 12     | 39    |

## Resultados de natación en aguas abiertas

### Masculino
| Evento        | Oro                                       | Plata                                  | Bronce                               |
| ------------- | ----------------------------------------- | -------------------------------------- | ------------------------------------ |
| 5 km (13.06)  | Dávid Betlehem · Hungría · 53:28,3        | Marc-Antoine Olivier Francia 53:28,7   | Marcello Guidi · Italia · 53:30,8    |
| 10 km (12.06) | Gregorio Paltrinieri · Italia · 1:49:19,6 | Marc-Antoine Olivier Francia 1:49:41,0 | Dávid Betlehem · Hungría · 1:49:41,2 |
| 25 km (14.06) | Dario Verani · Italia · 5:08:50,9         | Matteo Furlan · Italia · 5:08:56,6     | Axel Reymond Francia 5:09:00,5       |

### Femenino
| Evento        | Oro                                   | Plata                                 | Bronce                                     |
| ------------- | ------------------------------------- | ------------------------------------- | ------------------------------------------ |
| 5 km (13.06)  | Leonie Beck · Alemania · 58:25,3      | Ginevra Taddeucci · Italia · 58:26,5  | Bettina Fábián · Hungría · 58:28,7         |
| 10 km (12.06) | Leonie Beck · Alemania · 2:00:54,8    | Barbara Pozzobon · Italia · 2:00:54,9 | Giulia Gabbrielleschi · Italia · 2:00:58,5 |
| 25 km (14.06) | Barbara Pozzobon · Italia · 5:25:37,7 | Lea Boy · Alemania · 5:28:39,6        | Candela Sánchez Lora · España · 5:29:15,2  |

### Mixto
| Evento         | Oro                                                                                       | Plata                                                                                              | Bronce                                                                               |
| -------------- | ----------------------------------------------------------------------------------------- | -------------------------------------------------------------------------------------------------- | ------------------------------------------------------------------------------------ |
| Equipo (15.06) | Mira Szimcsák · Bettina Fábián · Dávid Betlehem · Kristóf Rasovszky · Hungría · 1:06:07,7 | Giulia Gabbrielleschi · Ginevra Taddeucci · Andrea Filadelli · Marcello Guidi · Italia · 1:06:28,6 | Caroline Jouisse Océane Cassignol Sacha Velly Marc-Antoine Olivier Francia 1:06:51,7 |

### Medallero
| Núm. | País     | Oro | Plata | Bronce | Total |
| ---- | -------- | --- | ----- | ------ | ----- |
| 1    | Italia   | 3   | 4     | 2      | 9     |
| 2    | Alemania | 2   | 1     | 0      | 3     |
| 3    | Hungría  | 2   | 0     | 2      | 4     |
| 4    | Francia  | 0   | 2     | 2      | 4     |
| 5    | España   | 0   | 0     | 1      | 1     |
|      | TOTAL    | 7   | 7     | 7      | 21    |

## Resultados de natación artística

### Masculino
| Evento                      | Oro                                            | Plata                                    | Bronce                                    |
| --------------------------- | ---------------------------------------------- | ---------------------------------------- | ----------------------------------------- |
| Solo rutina técnica (11.06) | Dennis González Boneu · España · 225,8466 pts. | Ranjuo Tomblin Reino Unido 204,4466 pts. | Giorgio Minisini · Italia · 185,9800 pts. |
| Solo rutina libre (13.06)   | Ranjuo Tomblin Reino Unido 191,0293            | Giorgio Minisini · Italia · 183,5313     | Quentin Rakotomalala Francia 174,4708     |

### Femenino
| Evento                        | Oro | Plata | Bronce |
| ----------------------------- | --- | --- | --- |
| Solo rutina técnica (11.06)   | Vasiliki Alexandri · Austria · 260,5967 pts. | Klara Bleyer · Alemania · 242,9617 pts. | Marloes Steenbeek · Países Bajos · 240,4816 pts. |
| Solo rutina libre (13.06)     | Vasiliki Alexandri · Austria · 257,4959 | Klara Bleyer · Alemania · 253,4772 | Marloes Steenbeek · Países Bajos · 238,1667 |
| Dúo rutina técnica (14.06)    | Bregje de Brouwer · Noortje de Brouwer · Países Bajos · 260,6567 | Kate Shortman Isabelle Thorpe Reino Unido 256,7184 | Shelly Bobritsky Ariel Nassee Israel 243,6250 |
| Dúo rutina libre (12.06)      | Bregje de Brouwer · Noortje de Brouwer · Países Bajos · 264,6584 | Kate Shortman Isabelle Thorpe Reino Unido 261,0313 | Shelly Bobritsky Ariel Nassee Israel 245,6105 |
| Equipo rutina técnica (10.06) | España · Cristina Arámbula · Meritxell Ferré Gaset · Marina García Polo · Lilou Lluís Valette · Meritxell Mas · Alisa Ozhogina · Iris Tió · Blanca Toledano Laut · 278,4684 | Grecia · María Alziguzi Kominea · Thalia Dampali · Athiná Kamarinopulu · Zoí Karányelu · María Karapanayotu · Ifiyenia Krommydaki · Sofía Rigaku · Vasilikí Thanu · 257,8918   | Italia · Beatrice Andina · Valentina Bisi · Beatrice Esegio · Alessia Macchi · Giorgia Lucia Macino · Marta Murru · Carmen Rocchino · Sophie Tabbiani · 256,8584 |
| Equipo rutina libre (14.06)   | Grecia · María Alziguzi Kominea · Thalia Dampali · Athiná Kamarinopulu · Zoí Karányelu · María Karapanayotu · Artemi Kutraki · Sofía Rigaku · Vasilikí Thanu · 270,1980     | Italia · Beatrice Andina · Valentina Bisi · Beatrice Esegio · Alessia Macchi · Giorgia Lucia Macino · Marta Murru · Carmen Rocchino · Sophie Tabbiani · 254,7354               | Reino Unido Eleanor Blinkhorn Florence Blinkhorn Lily Halasi Holly Hughes Sophie Rowney Robyn Swatman Amelie Williams Eve Young 219,0228                         |
| Rutina acrobática (13.06)     | Alemania · Klara Bleyer · Amelie Blumenthal Haz · Maria Denisov · Solene Guisard · Daria Martens · Susana Rovner · Frithjof Seidel · Daria Tonn · 192,7166                  | Grecia · María Alziguzi Kominea · Thalia Dampali · Athiná Kamarinopulu · Zoí Karányelu · María Karapanayotu · Artemi Kutraki · Ifiyenia Krommydaki · Vasilikí Thanu · 191,8100 | Italia · Beatrice Andina · Valentina Bisi · Beatrice Esegio · Alessia Macchi · Giorgia Lucia Macino · Marta Murru · Carmen Rocchino · Sophie Tabbiani · 159,2966 |

### Mixto
| Evento                     | Oro                                                            | Plata                                                  | Bronce                                             |
| -------------------------- | -------------------------------------------------------------- | ------------------------------------------------------ | -------------------------------------------------- |
| Dúo rutina técnica (14.06) | Mireia Hernández · Dennis González Boneu · España · 218,7658   | Sarah Maria Rizea · Filippo Pelati · Italia · 217,1633 | Beatrice Crass Ranjuo Tomblin Reino Unido 202,9817 |
| Dúo rutina libre (12.06)   | Emma García García · Dennis González Boneu · España · 189,7938 | Flaminia Vernice · Filippo Pelati · Italia · 188,6250  | Beatrice Crass Ranjuo Tomblin Reino Unido 175,1563 |

### Medallero
| Núm. | País         | Oro | Plata | Bronce | Total |
| ---- | ------------ | --- | ----- | ------ | ----- |
| 1    | España       | 4   | 0     | 0      | 4     |
| 2    | Países Bajos | 2   | 0     | 2      | 4     |
| 3    | Austria      | 2   | 0     | 0      | 2     |
| 4    | Reino Unido  | 1   | 3     | 3      | 7     |
| 5    | Alemania     | 1   | 2     | 0      | 3     |
| 5    | Grecia       | 1   | 2     | 0      | 3     |
| 7    | Italia       | 0   | 4     | 3      | 7     |
| 8    | Israel       | 0   | 0     | 2      | 2     |
| 9    | Francia      | 0   | 0     | 1      | 1     |
|      | TOTAL        | 11  | 11    | 11     | 33    |

## Medallero total
| Núm. | País                 | Oro | Plata | Bronce | Total |
| ---- | -------------------- | --- | ----- | ------ | ----- |
| 1    | Hungría              | 12  | 9     | 10     | 31    |
| 2    | España               | 7   | 3     | 1      | 11    |
| 3    | Grecia               | 6   | 10    | 4      | 20    |
| 4    | Reino Unido          | 5   | 4     | 7      | 16    |
| 5    | Austria              | 5   | 1     | 0      | 6     |
| 6    | Polonia              | 4   | 7     | 7      | 18    |
| 7    | Alemania             | 4   | 7     | 5      | 16    |
| 8    | Israel               | 4   | 2     | 3      | 9     |
| 9    | Italia               | 3   | 11    | 6      | 20    |
| 10   | Ucrania              | 3   | 3     | 3      | 9     |
| 11   | Suecia               | 3   | 2     | 4      | 9     |
| 12   | República Checa      | 3   | 2     | 2      | 7     |
| 13   | Francia              | 2   | 3     | 5      | 10    |
| 14   | Turquía              | 2   | 1     | 3      | 6     |
| 15   | Países Bajos         | 2   | 0     | 2      | 4     |
| 16   | Rumania              | 2   | 0     | 0      | 2     |
| 17   | Dinamarca            | 1   | 2     | 2      | 5     |
| 18   | Bélgica              | 1   | 1     | 1      | 3     |
| 18   | Irlanda              | 1   | 1     | 1      | 3     |
| 18   | Lituania             | 1   | 1     | 1      | 3     |
| 21   | Portugal             | 1   | 0     | 1      | 2     |
| 21   | Serbia               | 1   | 0     | 1      | 2     |
| 23   | Bulgaria             | 1   | 0     | 0      | 1     |
| 23   | Estonia              | 1   | 0     | 0      | 1     |
| 25   | Suiza                | 0   | 1     | 4      | 5     |
| 26   | Bosnia y Herzegovina | 0   | 1     | 0      | 1     |
| 26   | Finlandia            | 0   | 1     | 0      | 1     |
| 26   | Noruega              | 0   | 1     | 0      | 1     |
|      | TOTAL                | 75  | 74    | 73     | 222   |